# Saint-Palais-sur-Mer

Saint-Palais-sur-Mer este o comună în departamentul Charente-Maritime, Franța. În 1 ianuarie 2022 avea o populație de 3.879 de locuitori.